# MGT
MGT is een videospel voor het platform Atari ST. Het spel werd uitgebracht in 1987. 